# Disa cochlearis
Disa cochlearis là một loài thực vật có hoa trong họ Lan. Loài này được S.D.Johnson & Liltved mô tả khoa học đầu tiên năm 1997.